# Son Marrano
Son Marrano es una posesión del municipio español de Llucmajor, Mallorca, situada en la zona del levante del municipio.

Son Marrano está situada entre las posesiones de Son Marranet, Son Ballester, Son Pons Cardaix y el Campo d'en Canals. Se encuentra documentada desde el 1521 y era conocida como Son Pardo. El 1578, una parte era propiedad de Perot Mudo y la otra parte era de Jaume Sala. El 1891 tenía 2 963 almendros. Tiene un oratori público dedicado a San Cayetano.